# 高瀬露

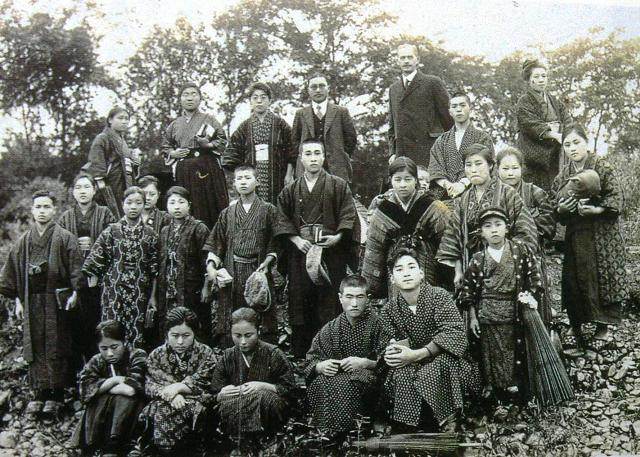
中列の右から3番目が高瀬露、当時23歳（1924年10月19日撮影）

高瀬 露（たかせ つゆ、1901年〈明治34年〉12月29日 - 1970年〈昭和45年〉2月23日）は宮澤賢治の「第二の恋人」とされる女性。松竹『宮澤賢治 その愛』では牧瀬里穂が、東映『わが心の銀河鉄道 宮沢賢治物語』では斉藤由貴が演じた。

## 概要
士族の高瀬大五郎（測量士）の娘として岩手県稗貫郡花巻町（現・花巻市）に生まれる。1918年、岩手県立花巻高等女学校（現・岩手県立花巻南高等学校）を卒業。准教員の資格を取り、次いで1923年9月には正教員となる。この間、1921年に花巻バプテスト教会で受洗。
1927年初頭、岩手県稗貫郡湯口村（現・花巻市）の宝閑小学校（現在は廃校）の訓導だった頃、農会主催の講習会や、藤原嘉藤治の音楽サロンを通じて宮澤賢治と知り合う。賢治に好意を持った露は、羅須地人協会の高橋慶吾（もともと花巻バプテスト教会のもとに共に通っていた縁があった）に「先生にわたしを紹介してくれませんか」「わたしは先生の洗濯物や買物の世話をしたいと思っています」と頼み込み、賢治のもとへ連れて行ってもらう。
当初、賢治は露を「しっかりした女性だ」と褒め、露が掃除や家事をしてくれるのを「とても助かる」と感謝していたが、情熱的な露からたびたび贈り物をされたり、一日に何度も単身で訪問を受けたりするようになると迷惑がるようになる。露が帰った直後、「女くさくていかん」と言いながら部屋の窓を開け放したこともあった。一方、賢治の側でも露に蒲団を贈ったことがあり、この行動が暗黙のプロポーズと露から誤解されてトラブルを招いたともいわれている。

露が賢治のために心尽くしのライスカレーを作ると、賢治は「食べる資格がない」と言い張って食べるのを拒み、来客に食べさせたこともあった。このとき露は乱調子にオルガンを弾いて八つ当たりし、賢治を困らせた。

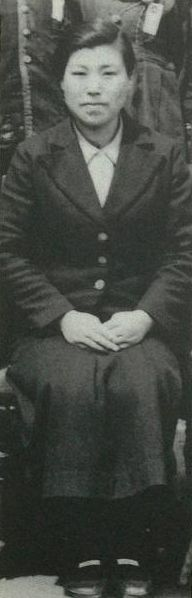
1940年頃、遠野小学校勤務時代の露

賢治は露を追い払うため、顔に灰を塗って面会したこともあり、わざとぼろをまとって乞食のような姿で露の前に現れる、などの努力を繰り返した。また「私は癩病ですから」と嘘をついたこともあるが、露はこの言葉を聞いて同情し、かえって賢治への執着心を強めた。このことが地元で注目を集め「賢治さんのところに、近ごろ、長い髪のばけものが出る」と噂になったこともある。
困り果てた賢治に対し、父の政次郎は「その苦しみはお前の不注意から求めたことだ。初めて会った時にその人にさあおかけなさいと言っただろう。そこにすでに間違いのもとがあったのだ。女の人に対する時は、歯を出して笑ったり、胸を拡げていたりすべきものではない」と叱責した。
やがて1930年10月頃、恋に破れたと悟った露は賢治を恨むようになり、賢治の作り話である「癩病」の噂を周囲に言いふらして歩いた。この露の行動に賢治は怒り、
云々という詩を「雨ニモマケズ手帳」に記している。
また、賢治の詩「最も親しき友らにさへこれを秘して」における
という一節も露への怒りを詠った詩とされる。
1932年4月11日、露は神主の小笠原牧夫と結婚し、小笠原姓となった。幸福な結婚であったといわれる。
「押しかけ女房」としての露の行動は、賢治の死後、1939年11月発行の機関誌「イーハトーヴォ」創刊号に掲載された高橋慶吾「賢治先生」や、1943年9月20日刊行の関登久也「宮沢賢治素描」（協栄出版社）における羅須地人協会員の座談会を通じて広く知られるようになった。これに対し、露は「事実でないことが語り継がれている」と発言したほかは何も弁解しなかった。
1939年、露は露草の名で｢賢治先生の霊に捧ぐ｣と題する短歌5首を詠み、1940年2月21日発行の機関誌｢イーハトーヴォ｣第4号に発表するなど、賢治を悼む活動をしている。
1945年12月19日、夫を亡くす。戦後は小学校養護教諭として勤務し、1960年の退職まで教育者として過ごした。

## 逸話に関する疑義
露の様々な逸話は宮沢賢治の直接の知人であった主治医の佐藤隆房や作家の森荘已池などが彼らの著書で紹介し、研究者の小倉豊文や儀府成一などが取り上げてきた。しかしながら、それらの内容は全て大筋が同じであり、彼ら自身はカレーライス事件・顔に灰を塗った賢治の姿・不在の貼り紙を貼っていたことなどを直接見たり聞いたりしたわけではなく、全ては前述の高橋慶吾ただ一人を情報源としている。
研究者の上田哲は信憑性の検証がなされていないことを問題視しており、（露本人が「事実でないことが語り継がれている」と語っているのにも関わらず）宮沢賢治の周辺人物による一方的な情報のみが事実として受け入れられているため、多くの話が歪められたかたちで流布している可能性を指摘している（上田は特に、「賢治が布団を贈ったので喜んだ彼女が賢治との結婚を準備を始めた」「結婚できなかったのを怨んで賢治の中傷をして歩いた」といった逸話を「全く裏づけのないうわさで拡大され」たものと断言している）。